# 錢曾
錢曾（1629年—1701年），字遵王，號也是翁，又號貫花道人、述古主人，南直隸蘇州府常熟縣虞山人，明末清初藏書家。

## 生平
崇禎二年（1629年）八月二十五日出生。錢曾是錢謙益族曾孫，錢岱曾孫，錢時俊孫，錢裔肅第三子。自幼隨父整理圖書，順治十八年（1661年）因江南奏銷案被革去生員。
錢曾生平酷嗜宋刻古籍（宋槧本）。友人馮定遠戲之曰：“昔人佞佛，子佞宋刻乎”。錢謙益晚年將絳雲樓燼餘之書轉交給錢曾。並寫有《述古堂書目》、《也是園書目》和《讀書敏求記》等三部藏書目錄。錢曾將宋版之重複者轉售江蘇泰興季振宜。
錢謙益去世後，錢朝鼎主使钱曾、钱谦夺取柳如是及女儿、女婿财产，逼索柳如是交出银三千兩，柳如是自縊而亡。時人以錢曾忘恩負義，與禽獸無異。陈寅恪疑此事与錢曾之父钱裔肃在南明时期贿赂钱谦益有关。
钱曾对科举持消极态度，认为该制度使人“潦倒场屋”、“汨没（于）科举之业”。
康熙四十年（1701年）卒，年七十三。

## 著作
著有《懷園集》、《判春集》、《奚囊集》、《今吾集》等。